# Emil Krog
Emil Krog Rasmussen (født 1995 på Lolland) er en dansk billedkunstner. Han begyndte at optræde som aktiv kunstner i offentligheden i 2016. Han blev færdiguddannet som billedkunstner på Det Kongelige Danske Kunstakademi i 2023.
Krog er medlem af Arbejdsfællesskabet PB43, der har atelier i Nordhavn i København. Han arbejder meget i træ og papir og er optaget af energien i naturen og samhørigheden mellem natur og mennesker. Hans værker indeholder mange narrativer, ornamenter og symboler.
Krog er medlem af Guldborgsund Billedkunstråd. I 2022 modtog han Kulturlegat Lolland, der gives til særligt talentfulde unge lollikker til kunstnerisk videreuddannelse.

## Opvækst
Emil Krog er født i 1995 som søn af gårdejer Niels Rasmussen og Karen Krog Rasmussen, der har en selvstændig regnskabsvirksomhed. Emil er opvokset på gården Nørremosegård ved Østofte på Lolland og blev student fra Maribo Gymnasium i 2015. Efterfølgende gik han på Talentskolen i Næstved.

## Kunstkarriere
I sommeren 2016 deltog Krog i kunstfestivalen WELL COME, der sejlede Lolland-Falster rundt med stop i en række havnebyer, hvor en række kunstværker og installationer blev opført. Krog stod sammen med Agnes Marie Due og Simone Bang Jørgensen for et borgerinvolverende værk i Gedser. Samme år deltog han på Sydhavsøernes Censurerede Efterårsudstilling sammen med 37 andre kunstnere, hvor han fik udstillingens andenpris for to halmkugleskulpturer.
I 2017 blev Krog i sit tredje forsøg optaget på Kunstakademiet i København og gjorde i den forbindelse selve sin flytning fra gården ved Østofte til København til en medievenlig happening, idet han gik hele vejen på 166 km. til København, samtidig med at han trillede en halmkugle foran sig. Halmen symboliserede den opvækst i et gårdmiljø, han kom fra, og happeningen skulle symbolisere den både fysiske og symbolske rejse, han tog på ved at påbegynde sit studium i storbyen.  Halmkuglen blev efterfølgende udstillet på Kunstnernes Efterårsudstilling i Den Frie udstilingsbygning i København og var samme år medvirkende til, at Krog modtog en pris på 10.000 kr. fra Guldborgsund Billedkunstråd.
I 2018 deltog Krog i udstillingen Lysthuse og Luftkasteller i parken ved Reventlow-Museet Pederstrup, der huser en årlig skulpturudstilling. To år senere deltog han igen i museumsparken, hvor udstillingens fællestitel denne gang var Mæt.
I 2019 deltog Krog i den indonesiske kunstbiennale "Indonesia Contemporary Ceramic Biennale #5" sammen med Christian Elovara Dinesen og Jesper Aabille under den kollektive udstillingstitel Living as Clay.
Under COVID-19-pandemien stod Krog sammen med sin kollega Emilie Meyer Sørensen for en utraditionel kunstudstilling "Kunst over køledisken", som bestod af seks værker af hver af de to kunstnere, opstillet i Brugsen i Bogø By 2021. Udstillingen kom i stand som en reaktion på den traditionelle udstillingsverden, der holdt lukket i længere tid som følge af pandemien.
I 2023 deltog Krog i Kunstakademiets afgangsudstilling, hvor hans værker blev rosende omtalt i Weekendavisen og i Information.
I august 2025 deltog Krog med kunstinstallationen Jordfødt i Stubbekøbing som en del af "Kunstkaravanen". Installationen var inspireret af hans opvækst på Lolland-Falster.

## Hæder og poster
I 2022 modtog Emil Krog Kulturlegat Lolland, der gives til særligt talentfulde unge med tilknytning til Lolland, der ønsker at videreuddanne sig indenfor et kunstnerisk fag. Samme år blev han medlem af Guldborgsund Billedkunstråd.